# Α-サントニン-1,2-レダクターゼ
α-サントニン-1,2-レダクターゼ（α-santonin 1,2-reductase）は、次の化学反応を触媒する酸化還元酵素である。
1,2-ジヒドロサントニン + NAD(P)+ {\displaystyle \rightleftharpoons } α-サントニン + NAD(P)H + H+
反応式の通り、この酵素の基質は1,2-ジヒドロサントニンとNAD(P)+、生成物はα-サントニンとNAD(P)HとH+である。
組織名は1,2-dihydrosantonin:NAD(P)+ 1,2-oxidoreductaseである。